# Anita Riecher-Rössler

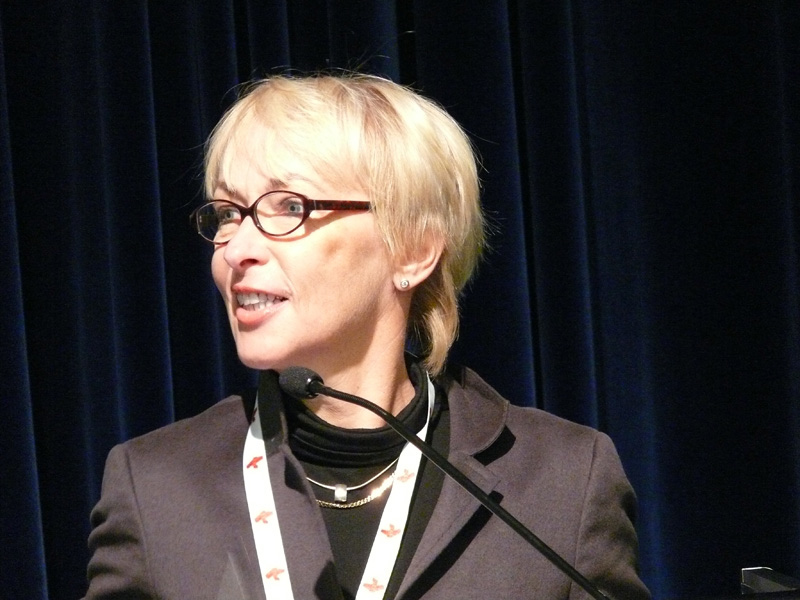
Anita Riecher-Rössler (2008)

Anita Riecher-Rössler (* 8. September 1954 in Horb-Nordstetten) ist eine deutsch-schweizerische Psychiaterin, Psychotherapeutin und Psychoanalytikerin. Sie war von 1998 bis zu ihrer Emeritierung 2019 ordentliche Professorin für Psychiatrie an der Universität Basel.

## Leben
Anita Maria Riecher-Rössler, geborene Riecher, studierte Medizin in Heidelberg und in London – als Stipendiatin der Studienstiftung des deutschen Volkes. Ihre Promotion mit einer Dissertation am Herzinfarktforschungszentrum der Ludolf-Krehl-Klinik Heidelberg erfolgte 1980. Danach arbeitete sie in der Inneren Medizin und in der Neurologischen Universitätsklinik in Heidelberg sowie in der Psychiatrischen Klinik und später in der Psychosomatischen Klinik des Zentralinstituts für Seelische Gesundheit in Mannheim – in Klinik und Forschung sowie als Dozentin für Tiefenpsychologie, unterbrochen durch einen Forschungsaufenthalt am Institute of Psychiatry in London. 1994 habilitierte sie sich mit dem Thema Spätschizophrenie und erhielt die Venia docendi an der Universität Heidelberg. Sie hatte auch Lehraufträge in London und Innsbruck.
1998 wurde sie – als erste Frau in einem deutschsprachigen Land – auf einen Lehrstuhl für Psychiatrie berufen, an der Universität Basel, Schweiz. Gleichzeitig wurde sie Chefärztin der Psychiatrischen Universitätspoliklinik am Universitätsspital Basel. Zu ihren Aufgaben gehörte auch die universitäre ambulante Versorgung der Stadt inklusive Notfallversorgung, Kriseninterventionsstation, Konsiliar- und Liaisonpsychiatrie für das gesamte Universitätsspital und die sozialpsychiatrischen Dienste der Stadt. Nach Integration der Poliklinik in die Psychiatrische Universitätsklinik im Jahr 2010 leitete sie dort das Zentrum für Gender Research und Früherkennung. Seit Oktober 2019 ist sie emeritiert.

## Wirken
Klinisch war Anita Riecher-Rössler engagiert auf dem gesamten Gebiet der Allgemeinpsychiatrie und Psychotherapie. Sie baute verschiedene Spezialambulanzen auf, etwa zur Früherkennung und Frühbehandlung schizophrener Psychosen, bekannt als FePsy, oder zur Behandlung von psychischen Erkrankungen in der Schwangerschaft/Stillzeit oder Menopause.
Sie war und ist aktiv in verschiedenen Vereinigungen – einerseits zur Früherkennung psychischer Erkrankungen, andererseits zur Förderung der psychischen Gesundheit von Frauen (z. B. in der International Association of Women’s Mental Health, IAWMH, und der European Psychiatric Association, EPA). Sie hat zahlreiche Beratungstätigkeiten, unter anderem zum Aufbau von Früherkennungszentren für Psychosen und von frauensensiblen Behandlungsangeboten. Außerdem ist sie Herausgeberin der Zeitschrift „Archives of Women’s Mental Health“.
Sie war auch immer aktiv im Mentoring, insbesondere von Frauen, Studenten und jungen Forschern. Sie engagiert sich in der Schweizerischen Studienstiftung als Betreuerdozierende und als Mitglied in deren Bildungskommission.
Ihre Forschungsschwerpunkte sind zum einen schizophrene Psychosen, vor allem die Früherkennung dieser Erkrankungen und ihre Geschlechtsunterschiede einschließlich geschlechtsspezifischer Therapieansätze. Zum anderen beschäftigt sie sich mit den Besonderheiten von psychischen Erkrankungen bei Frauen, insbesondere dem Einfluss von Östrogenen und von psychosozialen Risikofaktoren auf das psychische Befinden von Frauen. Ihr spezielles Interesse gilt dabei den psychischen Erkrankungen in Schwangerschaft und Stillzeit oder in der Menopause.

## Auszeichnungen
Im März 2017 wurde Anita Riecher-Rössler von der European Psychiatric Association mit dem Constance Pascal – Helen Boyle Prize für außergewöhnliche Leistungen und Errungenschaften für die europäische Psychiatrie ausgezeichnet.
Laut Web of Science 2020 gehört sie zu den meistzitierten Wissenschaftlern der Welt.

## Veröffentlichungen (Auswahl)
- Die Spätschizophrenie – eine valide Entität? Eine empirische Studie zu Risikofaktoren, Krankheitsbild und Verlauf. Habilitationsschrift. Fakultät für klinische Medizin Mannheim, Universität Heidelberg, 1994.
- als Hrsg. mit H. Häfner, W. Löffler, K. Maurer und A. Senn: IRAOS – Interview für die retrospektive Erfassung des Erkrankungsbeginns und -verlaufs bei Schizophrenie und anderen Psychosen. Huber, Bern 1999.
- als Hrsg. mit A. T. Yilmaz und M. G. Weiss: Cultural Psychiatry: Euro-International Perspectives. Karger, Basel 2001.
- als Hrsg. mit A. Rohde: Psychische Erkrankungen bei Frauen – Psychiatrie und Psychosomatik in der Gynäkologie. Roderer, Regensburg 2001.
- als Hrsg. mit A. Rohde: Psychische Erkrankungen bei Frauen – für eine geschlechtersensible Psychiatrie und Psychotherapie. Karger, Basel 2001.
- als Hrsg. mit P. Berger, A. T. Yilmaz und R. D. Stieglitz: Psychiatrisch-psychotherapeutische Krisenintervention – Grundlagen, Techniken und Anwendungsgebiete. Hogrefe, Göttingen 2004.
- als Hrsg. mit J. Bitzer: Frauengesundheit. Ein Leitfaden für die ärztliche und psychotherapeutische Praxis. Urban & Fischer, München 2005.
- als Hrsg. mit N. Bergemann: Estrogen effects in psychiatric disorders. Springer, Wien / New York 2005.
- als Hrsg. mit M. Hofecker-Fallahpour, C. Zinkernagel, U. Frisch, C. Neuhofer und R. D. Stieglitz:  Was Mütter depressiv macht... und wodurch sie wieder Zuversicht gewinnen. Ein Therapie-Manual für depressive Mütter kleiner Kinder. Huber, Bern 2005.
- als Hrsg. mit M. Steiner: Perinatal Stress, mood and anxiety disorders – from bench to bedside. Karger, Basel 2005.
- als Hrsg. mit B. Wimmer-Puchinger: Postpartale Depression. Springer, Wien 2006.
- als Hrsg. mit R. Battegay und R. D. Stieglitz: Psychophysische, soziale und historische Aspekte der Psychiatrie. Reinhardt, Basel 2008.
- als Hrsg.: Psychische Erkrankungen in Schwangerschaft und Stillzeit. Karger, Freiburg / Basel 2012.
- als Hrsg. mit B. Boothe: Frauen in Psychotherapie. Schattauer, Stuttgart 2013.
- als Hrsg. mit C. Garcia-Moreno: Violence against Women and Mental Health. Karger, Basel 2013.
- als Hrsg. mit A. L. Sutter-Dallay, N. M.-C. Glangeaud-Freudenthal und A. Guedeney: Joint Care of Parents and Infants in Perinatal Psychiatry. Springer, Berlin / Heidelberg 2016.
- als Hrsg. mit B. Wimmer-Puchinger und K. Gutiérrez-Lobos: Irrsinnig weiblich – Psychische Krisen im Frauenleben. Hilfestellung für die Praxis. Springer, Berlin / Heidelberg 2016.
- als Hrsg. mit P. McGorry: Early Detection and Intervention in Psychosis. State of the Art and Future Perspectives. Karger, Basel 2016.
- als Hrsg. mit I. Tarricone: Health and Gender. Resilience and Vulnerability Factors for Women’s Health in the Contemporary Society. Springer, Bern 2019.
- als Hrsg. mit P.S. Chandra, H. Herrman und J. Fisher: Mental Health and Illness of Women. Springer, Singapore 2020.